# Jacek Karpiński
Pour les articles homonymes, voir Karpinski.

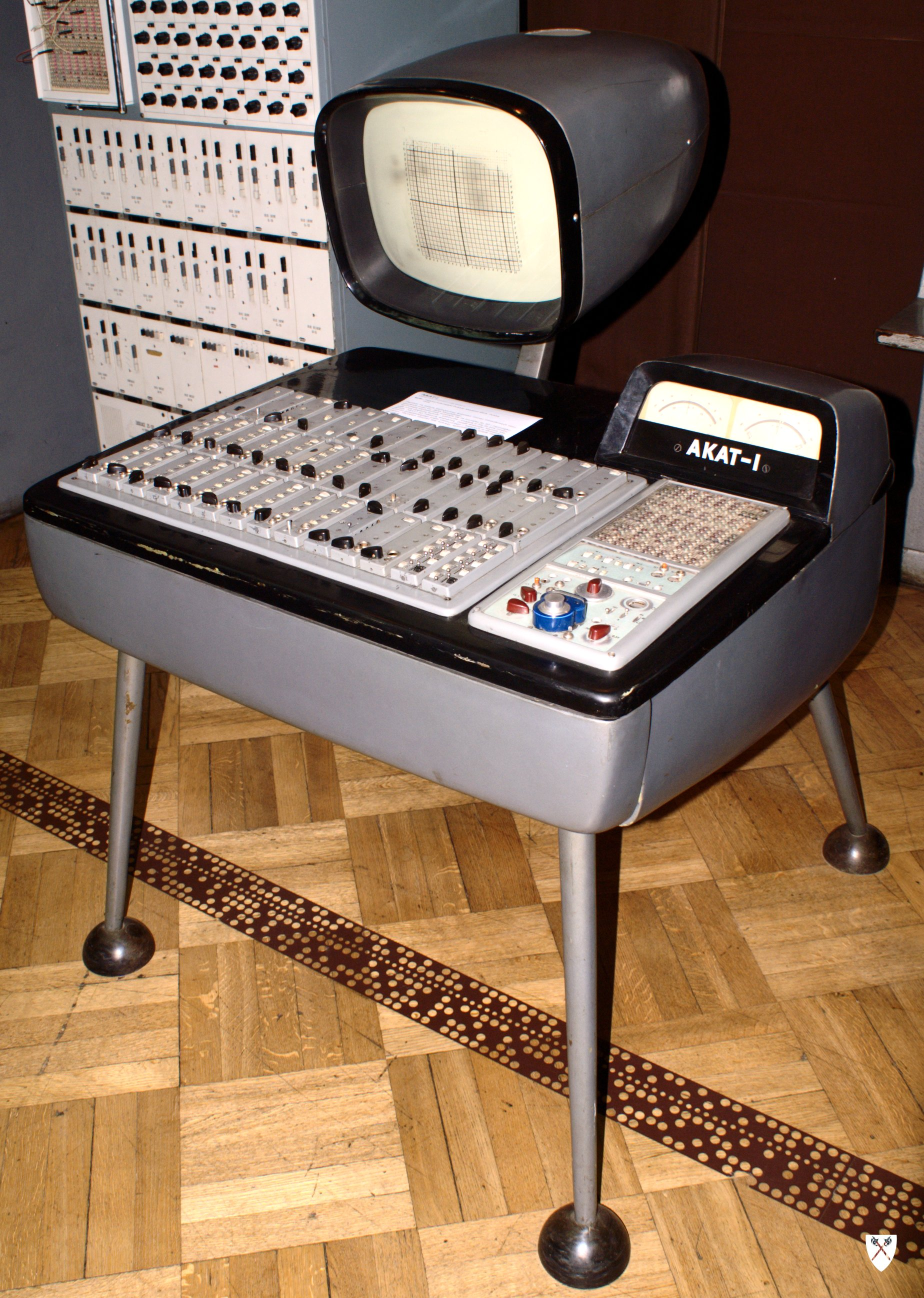
AKAT-1

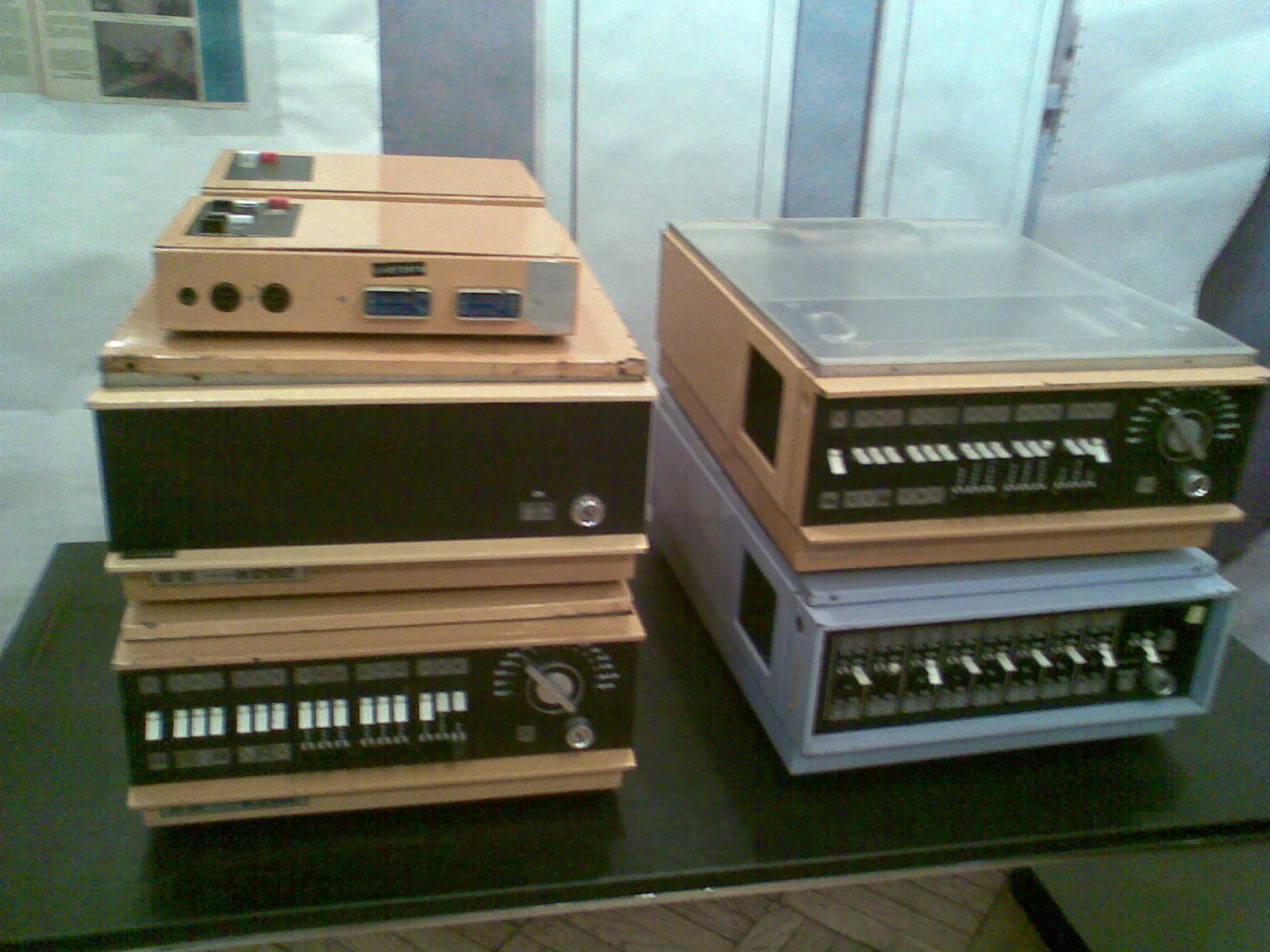
Miniordinateur K-202 avec les périphériques au musée de la technique et de l'industrie à Varsovie

Jacek Rafał Karpiński, nom de guerre Mały Jacek (né le 9 avril 1927 à Turin en Italie - mort le 27 février 2010 à Wrocław en Pologne) est un ingénieur électronicien et informaticien polonais, soldat de Szare Szeregi, insurgé de Varsovie. Il est le fils d'Adam Karpiński, ingénieur mécanicien et de Wanda née Czarnocka, médecin.

## Biographie

### Dans la résistance
Pendant la Seconde Guerre mondiale il entre dans la résistance : il participe initialement aux actions de sabotage, puis il fait partie des groupes d'assaut. Blessé à la colonne vertébrale le deuxième jour de l'insurrection de Varsovie, il est évacué de la ville après la capitulation de l'insurrection. Paralysé, il doit réapprendre à marcher. Il s'entraîne sur les sentiers montagneux dans les environs de Zakopane.

### Carrière scientifique
À la suite de sa convalescence dans les Tatras, Karpiński arrive à Radomsko où il est reçu au baccalauréat. En 1946 il entreprend ses études à l'Université polytechnique de Łódź pour les continuer à l'École polytechnique de Varsovie. Il reçoit son diplôme d'ingénieur en mars 1951. Dans les années 1951 - 1954 il travaille en tant que constructeur dans la société électronique Warel. En 1955 il devient professeur associé à l'Académie polonaise des sciences où il participe à la construction des premiers échographes. En 1957 il construit la machine AAH d'après l'idée de Józef Lityński de l'institut de météorologie. L'AAH est une machine construite avec 650 lampes qui grâce à l'analyse harmonique de Fourier sert, à établir des prévisions météorologiques à long terme. Deux ans plus tard il construit l'ordinateur AKAT-1, le premier au monde[réf. souhaitée] analyseur différentiel à transistors. L'année suivante il gagne un concours de jeunes talents dans le domaine de la technologie organisé par l'UNESCO. Il est récompensé par un séjour aux États-Unis dans les années 1961-1962, où il complète ses études à l'université Harvard et au Massachusetts Institute of Technology.
Dès son retour en Pologne, Karpiński travaille au laboratoire de l'intelligence artificielle et y construit un perceptron, une machine capable d'apprendre, qui reconnaît son entourage grâce à une caméra. Il s'agit en fait d'un réseau de neurones artificiels conçu à base de 2 000 transistors. C'est la seconde construction de ce genre au monde[réf. souhaitée].
Son nouveau poste est l'institut de physique expérimentale de l'université de Varsovie où il met au point un analyseur de collisions de particules élémentaires, commandé par cinq automates finis, qui réalise 100 000 opérations par seconde.
Dans les années 1970-1973 il conçoit le premier mini-ordinateur en Pologne, le K-202. C'est une machine à base de circuits intégrés dont l'unité centrale est équipée de mémoire morte et interne avec la possibilité de leur extension,. Bien que le projet suscite l'intérêt, il est finalement rejeté par les autorités communistes. Sa production n'est possible que grâce au financement britannique des sociétés Data-Loop et MB Metals. Le K-202 réalise un million d'opérations par seconde et utilise la mémoire virtuelle paginée. Le K-202 est produit à trente exemplaires dont 15 sont exportés au Royaume-Uni, un exemplaire arrive à l'Organisation européenne pour la recherche nucléaire, quatre sont achetés par le Ministère de l'Intérieur, les autres sont commandés par des institutions polonaises diverses, entre autres par le Ministère des Affaires étrangères, le commandement de la Marine de Guerre, l'université de Varsovie, l'École polytechnique de Gdańsk et l'École polytechnique de Cracovie.
Dans les années 1976-1986 la société de fabrication des miniordinateurs MERA de Varsovie produit l'ordinateur MERA-400, une copie de K-202.
Ses nombreuses inventions (l'AKAT-1, le perceptron, le K-202) se trouvent au Musée de la technique et de l'industrie.

### Harcèlements et exil
Malgré tous ses succès, Karpiński a été harcelé par le régime en place, pour son passé dans la résistance. Il a été écarté de son poste de directeur dans la société MERA. Les autorités refusent de lui délivrer un passeport et n'acceptent pas de lui attribuer le poste de directeur à l'institut de machines mathématiques.[réf. nécessaire]
Finalement Karpiński part en Suisse où il travaille pour Stefan Kudelski, inventeur des enregistreurs de haute qualité Nagra. Il y créé un robot commandé par la voix et un Pen-Reader, un scanner miniature avec son logiciel pour lire et numériser les textes ligne par ligne.[réf. nécessaire]

### Retour en Pologne
En 1990 après la chute du communisme Karpiński revient à Varsovie et habite dans sa maison avec la famille de sa fille. En 2003 il s'installe à Wrocław. Il occupe le poste de conseiller en informatique pour les ministres des finances Leszek Balcerowicz et Andrzej Olechowski. Il essaie sans succès de lancer la production de pen-reader et de caisse enregistreuse.[pas clair] En fin de vie, il conçoit des sites web.
Jacek Karpiński meurt à Wrocław le 21 février 2010.

## Décorations
- Croix de Commandeur de l'Ordre Polonia Restituta, décernée à titre posthume en 2010[9]
- Croix d'Officier de l'Ordre Polonia Restituta, décernée en 2009[10]
- Croix de la Valeur polonaise - 3 fois